# Hrabstwo Dickens

Piramida wieku hrabstwa

Hrabstwo Dickens – hrabstwo położone w USA, w stanie Teksas. Utworzone w 1876 r. Siedzibą hrabstwa jest miasteczko Dickens. W latach 2000–2020 populacja skurczyła się o 36%. Należy do trzydziestu najsłabiej zaludnionych hrabstw Teksasu (0,73 os./km²).

## Miasta
- Dickens
- Spur

## Sąsiednie hrabstwa
- Hrabstwo Motley (północ)
- Hrabstwo King (wschód)
- Hrabstwo Kent (południe)
- Hrabstwo Crosby (zachód)
- Hrabstwo Garza (południowy zachód)
- Hrabstwo Floyd (północny zachód)
- Hrabstwo Cottle (północny wschód)
- Hrabstwo Stonewall (południowy wschód)

## Gospodarka
Hrabstwo Dickens produkuje rocznie towary o wartości ok. 20 milionów dolarów, głównie z bydła mięsnego, koni, bawełny, pszenicy i sorgo. Pewną rolę w gospodarce odgrywa wydobycie ropy naftowej.

## Ludność
Mieszkańcy deklarują głównie pochodzenie meksykańskie (26%), angielskie (9,5%), irlandzkie (7,6%), szkockie lub walijskie (5,5%), niemieckie (5,2%) i „amerykańskie” (5,2%). Biali niebędący Latynosami stanowili 63,6% populacji.  